# Lucien Baudrier
Lucien Alexandre Baudrier (París, 13 de desembre de 1861 - Cernay-la-Ville, Yvelines, 22 d'octubre de 1930) va ser un regatista francès, que va competir a cavall del segle xix i el segle xx. El 1900 va prendre part en els Jocs Olímpics de París on participà en diferents proves del programa de vela. Guanyà una medalla de bronze en la primera cursa de la categoria d'1 a 2 tones, junt a Jacques Baudrier, Dubosq i Edouard Mantois. En la segona cursa d'aquesta mateixa modalitat fou quart.